# Batalha de Pino de Baire
A Batalha de Pino de Baire, também conhecida como Primera Carga al Machete (em português:  Primeira Carga de Machete), ocorreu em 25 de outubro de 1868, durante o início da Guerra dos Dez Anos. Foi o primeiro exemplo da respeitável carga de machete na guerra que se tornou uma tática comum dos mambises.

## Os eventos
Uma coluna espanhola de mais de 700 homens comandada pelo Coronel Demetrio Quirós estava a caminho de Bayamo vinda de Manzanillo ou Santiago de Cuba para recapturar a cidade das mãos de Carlos Manuel de Céspedes, quando foi emboscada pelas forças de Máximo Gómez, as quais estavam sob o comando de Donato Mármol em Baire, perto de Contramaestre.
A coluna estava armada com espadas e baionetas, enquanto os mambises carregavam principalmente facões, forcados e outras ferramentas agrícolas. Devido à qualidade superior do equipamento espanhol, Gómez decidiu envolver-se em combate aproximado com facões, uma arma com a qual estava familiarizado desde o seu serviço na República Dominicana.
A batalha foi desastrosa para a coluna espanhola, que recuou desordenadamente após sofrer inúmeras baixas. A coluna recuou para Santiago de Cuba com quase um terço dos homens perdidos. Nesta retirada a força deixou para trás armas de fogo, munições e um comboio de artilharia. Os mambises tiveram alguns homens feridos.

## Representação em filme
A batalha foi retratada no filme em preto e branco de 1969, La primera carga al machete, dirigido por Manuel Octavio Gómez.